# Административное деление Экваториальной Гвинеи
Единицей административного деления Экваториальной Гвинеи является провинция. Страна делится на 7 провинций, из них 2 расположены на острове Биоко, 1 на острове Аннобон и 4 в пределах континентальной части страны (Мбини).
В свою очередь провинции входят в два региона: Островной и Континентальный (Мбини или Рио-Муни).
| Номер | Регион                  | Административный центр | ISO 3166-2 | Площадь, км² | Население, чел. (2015) | Плотность, чел./км² |
| ----- | ----------------------- | ---------------------- | ---------- | ------------ | ---------------------- | ------------------- |
| 1     | Островной               | Малабо                 | GQ-I       | 2034         | 339 695                | 167,01              |
| 2     | Континентальный (Мбини) | Бата                   | GQ-C       | 26 017       | 882 747                | 33,93               |
|       | Всего                   |                        |            | 28 051       | 1 222 442              | 43,58               |

| Административное деление Экваториальной Гвинеи на провинции | Административное деление Экваториальной Гвинеи на провинции | Административное деление Экваториальной Гвинеи на провинции | Административное деление Экваториальной Гвинеи на провинции | Административное деление Экваториальной Гвинеи на провинции | Административное деление Экваториальной Гвинеи на провинции | Административное деление Экваториальной Гвинеи на провинции | Административное деление Экваториальной Гвинеи на провинции |
| Провинции Экваториальной Гвинеи                             | Провинции Экваториальной Гвинеи                             | Провинции Экваториальной Гвинеи                             | Провинции Экваториальной Гвинеи                             | Провинции Экваториальной Гвинеи                             | Провинции Экваториальной Гвинеи                             | Провинции Экваториальной Гвинеи                             | Провинции Экваториальной Гвинеи                             |
| №                                                           | Провинция                                                   | Административный центр                                      | ISO 3166-2                                                  | Регион                                                      | Площадь, км²                                                | Население, чел. (2015)                                      | Плотность, чел./км²                                         |
| ----------------------------------------------------------- | ----------------------------------------------------------- | ----------------------------------------------------------- | ----------------------------------------------------------- | ----------------------------------------------------------- | ----------------------------------------------------------- | ----------------------------------------------------------- | ----------------------------------------------------------- |
| 1                                                           | Аннобон                                                     | Сан-Антонио-де-Пале                                         | GQ-AN                                                       | Островной                                                   | 17                                                          | 5232                                                        | 307,76                                                      |
| 2                                                           | Северный Биоко                                              | Малабо                                                      | GQ-BN                                                       | Островной                                                   | 776                                                         | 299 836                                                     | 386,39                                                      |
| 3                                                           | Южный Биоко                                                 | Луба                                                        | GQ-BS                                                       | Островной                                                   | 1241                                                        | 34 627                                                      | 27,90                                                       |
| 4                                                           | Центро-Сур                                                  | Эвинайонг                                                   | GQ-CS                                                       | Континентальный (Мбини)                                     | 9931                                                        | 141 903                                                     | 14,29                                                       |
| 5                                                           | Ке-Нтем                                                     | Эбебьин                                                     | GQ-KN                                                       | Континентальный (Мбини)                                     | 3943                                                        | 183 331                                                     | 46,50                                                       |
| 6                                                           | Литорал                                                     | Бата                                                        | GQ-LI                                                       | Континентальный (Мбини)                                     | 6665                                                        | 366 130                                                     | 54,93                                                       |
| 7                                                           | Веле-Нзас                                                   | Монгомо                                                     | GQ-WN                                                       | Континентальный (Мбини)                                     | 5478                                                        | 191 383                                                     | 34,94                                                       |
|                                                             | Всего                                                       |                                                             |                                                             |                                                             | 28 051                                                      | 1 222 442                                                   | 43,58                                                       |